# Primera División 1946/47
Die Primera División 1946/47 war die 16. Spielzeit der höchsten spanischen Fußballliga. Sie startete am 22. September 1946 und endete am 13. April 1947.
Der FC Valencia sicherte sich am letzten Spieltag durch den 6:0-Sieg gegen Real Gijón den dritten Meistertitel. Das Team lag vor dem letzten Spieltag noch auf dem dritten Tabellenplatz und profitierte dabei vom Punktverlust des bis dahin führenden Spitzenreiter Atlético Bilbao (3:3 beim Absteiger Deportivo La Coruña), sowie der Niederlage von Atlético im Stadtderby gegen Real Madrid (2:3).

## Vor der Saison
- Als Titelverteidiger ging der erstmalige Meister FC Sevilla ins Rennen. Letztjähriger Vizemeister wurde der CF Barcelona.
- Aufgestiegen aus der Segunda División sind CE Sabadell und Deportivo La Coruña.

## Vereine
| Verein              | Stadt                 | Stadion               |
| ------------------- | --------------------- | --------------------- |
| CF Barcelona        | Barcelona             | Camp de Les Corts     |
| Español Barcelona   | Barcelona             | Estadi Sarrià         |
| Atlético Bilbao     | Bilbao                | Estadio San Mamés     |
| CD Castellón        | Castellón de la Plana | Campo del Sequiol     |
| Real Gijón          | Gijón                 | El Molinón            |
| Deportivo La Coruña | La Coruña             | Estadio Riazor        |
| Real Madrid         | Madrid                | Estadio de Chamartín  |
| Atlético Madrid     | Madrid                | Estadio Metropolitano |
| Real Murcia         | Murcia                | La Condomina          |
| Real Oviedo         | Oviedo                | Estadio Buenavista    |
| CE Sabadell         | Sabadell              | Estadio Cruz Alta     |
| FC Sevilla          | Sevilla               | Estadio de Nervión    |
| FC Valencia         | Valencia              | Estadio Mestalla      |
| Celta Vigo          | Vigo                  | Estadio Balaídos      |

## Abschlusstabelle
| Pl. | Verein                  | Sp. | S  | U | N  | Tore    | Quote | Punkte |
| --- | ----------------------- | --- | -- | - | -- | ------- | ----- | ------ |
| 1.  | FC Valencia             | 26  | 16 | 2 | 8  | 054:320 | 1,69  | 34:18  |
| 2.  | Atlético Bilbao         | 26  | 15 | 4 | 7  | 072:380 | 1,89  | 34:18  |
| 3.  | Atlético Madrid         | 26  | 13 | 6 | 7  | 058:440 | 1,32  | 32:20  |
| 4.  | CF Barcelona            | 26  | 14 | 3 | 9  | 059:420 | 1,40  | 31:21  |
| 5.  | CE Sabadell (N)         | 26  | 11 | 8 | 7  | 042:360 | 1,17  | 30:22  |
| 6.  | FC Sevilla (M)          | 26  | 12 | 5 | 9  | 054:480 | 1,13  | 29:23  |
| 7.  | Real Madrid (P)         | 26  | 11 | 5 | 10 | 062:560 | 1,11  | 27:25  |
| 8.  | Real Oviedo             | 26  | 10 | 7 | 9  | 052:420 | 1,24  | 27:25  |
| 9.  | Celta Vigo              | 26  | 11 | 4 | 11 | 053:480 | 1,10  | 26:26  |
| 10. | Real Gijón              | 26  | 10 | 5 | 11 | 051:590 | 0,86  | 25:27  |
| 11. | Español Barcelona       | 26  | 9  | 1 | 16 | 046:590 | 0,78  | 19:33  |
| 12. | Real Murcia             | 26  | 6  | 7 | 13 | 030:580 | 0,52  | 19:33  |
| 13. | Deportivo La Coruña (N) | 26  | 5  | 8 | 13 | 032:600 | 0,53  | 18:34  |
| 14. | CD Castellón            | 26  | 4  | 5 | 17 | 039:800 | 0,49  | 13:39  |

Platzierungskriterien: 1. Punkte – 2. Direkter Vergleich  – 3. Torquotient – 4. geschossene Tore
| (M) | amtierender Meister              |
| (P) | amtierender Pokalsieger          |
| (N) | Neuaufsteiger der letzten Saison |

### Relegation
|             | Ergebnis |               |
| ----------- | -------- | ------------- |
| Real Murcia | 0:2      | Real Sociedad |

## Kreuztabelle
| 1946/47             | FC Valencia | Atlético Bilbao |     | CF Barcelona | CE Sabadell |     | Real Madrid | Real Oviedo | Celta Vigo | Real Gijón | Español Barcelona | Real Murcia | Deportivo La Coruña | CD Castellón |
| ------------------- | ----------- | --------------- | --- | ------------ | ----------- | --- | ----------- | ----------- | ---------- | ---------- | ----------------- | ----------- | ------------------- | ------------ |
| FC Valencia         |             | 1:0             | 0:2 | 4:0          | 1:0         | 4:1 | 4:1         | 4:1         | 2:1        | 6:0        | 3:2               | 1:2         | 3:0                 | 3:0          |
| Atlético Bilbao     | 0:1         |                 | 3:1 | 1:0          | 2:1         | 5:0 | 2:0         | 4:1         | 3:2        | 6:2        | 4:1               | 6:2         | 6:0                 | 6:0          |
| Atlético Madrid     | 1:1         | 4:0             |     | 2:2          | 1:3         | 1:1 | 2:3         | 5:2         | 3:2        | 2:2        | 8:3               | 2:2         | 3:1                 | 3:2          |
| CF Barcelona        | 2:1         | 2:1             | 3:2 |              | 0:1         | 5:1 | 3:2         | 2:0         | 1:1        | 4:1        | 5:0               | 6:2         | 5:0                 | 3:3          |
| CE Sabadell         | 3:0         | 1:1             | 1:1 | 1:4          |             | 3:1 | 3:3         | 1:1         | 2:0        | 2:2        | 3:1               | 1:1         | 3:0                 | 4:1          |
| FC Sevilla          | 3:1         | 2:2             | 1:2 | 3:1          | 4:0         |     | 5:0         | 2:1         | 2:0        | 5:2        | 3:1               | 1:1         | 4:0                 | 4:2          |
| Real Madrid         | 2:4         | 3:6             | 1:2 | 2:1          | 1:3         | 3:0 |             | 2:0         | 3:3        | 4:0        | 2:0               | 5:0         | 5:0                 | 7:4          |
| Real Oviedo         | 4:1         | 3:0             | 4:0 | 2:3          | 0:1         | 4:2 | 0:0         |             | 2:0        | 3:2        | 4:0               | 3:0         | 3:1                 | 4:1          |
| Celta Vigo          | 1:2         | 3:2             | 0:4 | 2:1          | 2:1         | 3:0 | 3:4         | 3:3         |            | 6:2        | 3:2               | 6:0         | 4:2                 | 0:0          |
| Real Gijón          | 4:1         | 1:0             | 1:2 | 3:1          | 3:1         | 1:4 | 2:1         | 1:1         | 3:0        |            | 1:1               | 4:1         | 2:0                 | 4:0          |
| Español Barcelona   | 1:2         | 0:3             | 4:1 | 0:1          | 1:2         | 4:0 | 4:2         | 2:1         | 2:0        | 2:1        |                   | 2:3         | 3:1                 | 5:0          |
| Real Murcia         | 1:0         | 2:4             | 1:2 | 0:1          | 0:0         | 1:1 | 1:1         | 0:0         | 0:2        | 5:4        | 1:2               |             | 1:0                 | 2:0          |
| Deportivo La Coruña | 0:0         | 3:3             | 1:0 | 3:2          | 1:1         | 0:0 | 2:2         | 2:2         | 1:4        | 1:1        | 1:0               | 3:1         |                     | 8:1          |
| CD Castellón        | 2:4         | 2:2             | 0:2 | 4:1          | 4:0         | 1:4 | 2:3         | 3:3         | 1:2        | 0:2        | 4:3               | 1:0         | 1:1                 |              |

## Nach der Saison
- 1. – FC Valencia – Meister

Absteiger in die Segunda División
- 12. – Real Murcia
- 13. – Deportivo La Coruña
- 14. – CD Castellón

Aufsteiger in die Primera División
- CD Alcoyano
- Gimnàstic de Tarragona
- Real Sociedad

## Pichichi-Trophäe
Die Pichichi-Trophäe wird jährlich für den besten Torschützen der Spielzeit vergeben.
| Pl. | Nat.         | Spieler        | Verein            | Tore |
| --- | ------------ | -------------- | ----------------- | ---- |
| 1   | Spanien 1945 | Zarra          | Atlético Bilbao   | 34   |
| 2   | Spanien 1945 | Pruden         | Real Madrid       | 22   |
| 3   | Spanien 1945 | Juan Araujo    | FC Sevilla        | 21   |
| 4   | Spanien 1945 | Ángel Calvo    | Español Barcelona | 19   |
| 5   | Spanien 1945 | Isidro Lángara | Real Oviedo       | 18   |

## Die Meistermannschaft des FC Valencia
(Spieler mit mindestens 5 Einsätzen wurden berücksichtigt; in Klammern sind die Spiele und Tore angegeben)
| 1.          | FC Valencia |
| FC Valencia | - Tor: Ignacio Eizaguirre (26/-) - Abwehr: Luis Díaz (6/-); Salvador Monzo (22/-); Álvaro Pérez (26/-); Juan Ramón (18/-) - Mittelfeld: Silvestre Igoa (26/8); Cayetano Menarguez (9/-); Vicente Morera (15/9); Higinio Ortúzar (19/1); Vicente Seguí (5/-) - Sturm: Vicente Asensi (24/1); Epi Fernández (26/9); Vicente Giraldos (17/7); Amadeo Ibáñez (26/8); Mundo (10/10) - Trainer: Luis Pasarín |